# Wilhelm Löber
Wilhelm Löber (* 26. Februar 1903 in Neidhartshausen; † 28. Juli 1981 in Juliusruh) war ein deutscher Bildhauer und Keramiker. Er war Bauhausschüler und Meisterschüler von Gerhard Marcks. Seine beiden ersten bildhauerischen Werke für den öffentlichen Raum, das Vogelweide-Denkmal in Halle von 1930 und der Goethebrunnen in Ilmenau von 1932, galten den Nationalsozialisten als Entartete Kunst. 1956 war er Mitbegründer der Fischlandkeramik, und 1967 begründete er die Rügenkeramik. Ebenfalls  in Norddeutschland ist er mit zahlreichen Skulpturen vertreten.

## Leben und Werk

### Herkunft, Jugend und Lehrjahre
Als Sohn der Lehrerin Helene Löber-Reisner und ihres Ehemannes, des Pfarrers Ernst Löber, wurde Wilhelm Löber 1903 in Neidhartshausen, ein Dorf in der Thüringischen Rhön, geboren. 1912 zog die Familie nach Ilmenau. Nach dem Abitur an der dortigen Goetheschule besuchte er die Staatliche Kunstschule in Berlin-Schöneberg.
Von 1923 bis 1926 machte er an der von Gerhard Marcks unter Mitwirkung von Otto Lindig  geleiteten Dornburger Töpferwerkstatt des Bauhauses Weimar eine Lehre mit dem Abschluss als Geselle. Von 1923 bis 1925 absolvierte er außerdem eine Ausbildung als Holz- und Steinbildhauer in der von Josef Hartwig geleiteten Bildhauerei des Bauhauses.
1926/1927 arbeitete er als Modelleur sowie Gips- und Porzellanformer in der Keramischen Fachklasse der staatlichen Berliner Porzellan-Manufaktur (KPM). 1927 entwarf er die noch heute dort produzierte „Löberschale“. Dieser Klassiker entspricht in seiner Schlichtheit der Neuen Sachlichkeit, wie sie auch am Bauhaus realisiert wurde. Von 1926 bis 1929 war er auch Abendschüler an den Vereinigten Staatsschulen für freie und angewandte Kunst in Berlin.
Von 1929 bis 1932 war Wilhelm Löber Meisterschüler von Gerhard Marcks in der Klasse für Plastik an der Halleschen Kunsthochschule Burg Giebichenstein. Dorthin war der Professor 1925, als das Bauhaus ohne Töpferei und Bildhauerei nach Dessau wechselte, einem Ruf gefolgt. Ab 1928 leitete er diese Einrichtung, bis er 1933 von den Nationalsozialisten beurlaubt wurde, weil er gegen die Entlassung jüdischer Lehrkräfte protestiert hatte.
Zu diesen Lehrkräften gehörte auch die Leiterin der keramischen Werkstätten Marguerite Friedlaender, die 1925 ebenfalls aus Weimar nach Halle berufen worden war. Dazu schrieb sie:

„Als das Bauhaus krachte, wurde die Burg für uns (und für mich) eine eigentliche Besserung der Idee des Bauhauses. … wir konnten da arbeiten, … jeder wie es ihm gefiel, mit dem höchsten Maßstab in der Vollendung seiner Kunst.“

In einem Brief von 1975 schrieb Gerhard Marcks zur Bauhaus-Idee, „daß es 2 Bauhäuser gab“, deren eines unter der Devise „Kunst und Technik eine neue Einheit“ (Gropius 1923) in Dessau seine Fortsetzung fand. Die Idee des anderen, die eine individuelle künstlerische Entwicklung auf handwerklicher Grundlage beinhaltete, wurde u. a. in Halle weitergetragen.
Für den künstlerischen Standort von Wilhelm Löber und dessen Orientierung an Gerhard Marcks ist dies grundlegend. Er schrieb später in seinen persönlichen Aufzeichnungen:

„Das Bauhaus hat mich grundlegend geprägt. … Alles, was ich meinen Schülern Jochen Jastram und Wolfgang Eckardt mitgeben konnte, hat mir Marcks beigebracht.“

Beim Leiter der Metallwerkstatt der „Burg“ in Halle, Karl Müller, machte Wilhelm Löber 1930 auch eine Ausbildung als Metalltreiber.
Ebenfalls 1930 heiratete er seine Kommilitonin Frida Lüttich (1910–1989), die Malerei studierte.
1931 stellte er für das Wohngebiet „An der Vogelweide“ in Halle ein Denkmal „Walther von der Vogelweide“ fertig. Nach einer nationalsozialistischen Hetzkampagne, der Dichter sei entartet und „in Barlachscher Manier“ dargestellt, wurde es 1937 abgerissen.
Dieses Schicksal blieb dem expressiven Relief von 1932 am Goethebrunnen auf dem Ilmenauer Friedhof erspart, das bereits 1933 für 12 Jahre mit Brettern verschalt wurde. (Siehe S. 36 in.) Dabei blieb das darunter auf dem Schöpfbecken in Stein gehauene, im Relief thematisierte Goethe-Zitat „Stirb und werde“ frei.
Die Lehrjahre Löbers, die 1932 ihrem Ende zugingen, waren auch Wanderjahre. Schon seit der Ilmenauer Schulzeit war er bei der Wandervogel-Bewegung. Studienreisen führten ihn dann 1923 nach Italien, 1926 auf Island, 1927 nach Paris, 1929 nach Lappland und Leningrad sowie 1939 nach Griechenland und Albanien.

### Von 1932 bis 1967
1932 verlagerte sich das Leben  Wilhelm Löbers zunächst zum Fischland. Bis auf wenige Jahre nach dem Kriegsende blieb er dort bis 1967 und verließ dann Familie und Werkstatt für einen Neubeginn auf Rügen.
Seine Eltern hatten seit 1911 ein Fischland-Feriendomizil in Althagen. Dort kauften sie für ihn und seine Frau Frida 1932 eine Kate. Die beiden arbeiteten dann freischaffend, Wilhelm bis 1939 auch in seinem Berliner Atelier, wo ein Großteil seiner damaligen bildhauerischen Werke entstand. Ebenfalls in Berlin absolvierte er bei Joseph Gobes von 1929 bis 1936 eine Ausbildung zum Steinbildhauer.
1933 veranstaltete das Ehepaar Löber in der Berliner Galerie Gurlitt eine Gedenk-Ausstellung für Fridas ältere Schwester, die Malerin Ella Lüttich-Etzrodt. Deren Tod im Kindbett am 7. März 1932 war von Wilhelm Löber bald darauf in seinem Goethebrunnen-Relief reflektiert worden. In Althagen schuf er dann aus Lindenholz die 75 cm hohe Reliefstele „Zwei Schwestern“, die sich innig und liebevoll umarmen. Fridas erstes Kind wurde 1933 geboren und nach seiner Tante „Ella“ getauft. Bis 1953 bekamen die Löbers noch weitere 7 Kinder, darunter die Keramikerin Wilfriede Maaß.
Obwohl Wilhelm Löber im Frühjahr 1933 einen brieflichen Schlagabtausch mit dem nationalsozialistischen Reichsverband bildender Künstler (Gau Thüringen) zu seinem von diesem abgelehnten Relief am Ilmenauer Goethebrunnen gehabt hatte (siehe S. 35 in), trat er 1934 in die SA ein. 1938 wurde er strafweise aus dieser Kampforganisation der NSDAP ausgeschlossen, weil er Gerhard Marcks vor einer Haussuchung gewarnt hatte. Von diesem waren 86 Arbeiten beschlagnahmt und mehrere in der diffamierenden Ausstellung „Entartete Kunst“ von 1937 gezeigt worden. -
Später einmal auf seine wechselnden politischen Ansichten angesprochen, sagte er: „Ich war immer auf der Suche.“
1940 wurde Wilhelm Löber zur Wehrmacht eingezogen und diente zunächst in einem Baubataillon und dann bis 1945 als Gefreiter. Zweimal wurde er verwundet.
Nach 1945 schuf er als Kriegsgegner und Antifaschist Werke wie die Holzplastik „Frieden“, die Kupfertreibarbeit „Triptychon gegen den Krieg“ sowie 1965 das überlebensgroße Mahnmal für die Opfer des Faschismus im Stadtpark von Ribnitz-Damgarten.
Die erstgenannte Schnitzarbeit entstand 1951 in Empfertshausen, wohin die Familie 1946 gezogen war und Löber an der dortigen Staatlichen Schnitzschule lehrte. 1950 wurde er Mitglied der SED und Gemeindevertreter. Die Lehrtätigkeit musste er 1952 beenden, weil er für einen aus politischen Motiven verurteilten Schüler eingetreten war.
Nach einem kurzen Aufenthalt in Wismar, wo er in der Fachabteilung Stein der Fachschule lehrte, ging er mit seiner Familie nach Althagen zurück. Ab Januar 1953 arbeitete er wieder freischaffend, beispielsweise in Rostock, wo er im gleichen Jahr drei Säulenkapitelle in der Langen Straße gestaltete. Ebenfalls für den freien Raum schuf er beispielsweise 1959 den Fischbrunnen in Barth, 1960 ein Ernst-Moritz-Arndt-Denkmal in Löbnitz sowie  die wuchtigen Moschusochsen in den Zoos in Rostock und Berlin (1961 und 1964).
1956 hatte er in Althagen mit seiner Frau sowie dem Ehepaar Barbara und Arnold Klünder, das jedoch bald wieder ausschied, die Fischlandkeramik begründet. Der Familienbetrieb wird heute in Ahrenshoop im Dornenhaus vom Sohn Friedemann Löber geführt. 1966 ließen sich die Eltern scheiden, und Löber zog 1967 für kurze Zeit nach Berlin-Weißensee und arbeitete in der Bildhauerwerkstatt seines Sohnes Ernst. Danach ging er nach Juliusruh.

### Auf Rügen
Wo die nördliche Rügen-Halbinsel Wittow in die Schaabe übergeht, liegt Juliusruh. Dort betrieb Margarethe Markgraf einen Buch- und Kunstgewerbeladen, und sie hatte deshalb die Fischlandkeramik-Werkstatt in Althagen aufgesucht und Wilhelm Löber kennen gelernt. Nun richtete er bei und mit ihr 1967 eine Keramikwerkstatt ein und begründete damit die Rügenkeramik, die bald einen enormen Zulauf hatte.
1970 heirateten sie, und im Jahr darauf wurde der bis dahin parallel betriebene Kunstgewerbehandel aufgegeben. Der Betrieb florierte. Bald hatte er die maximal für DDR-Privatbetriebe erlaubten zehn Mitarbeiter. Die lukrative Keramik wurde mehr und mehr von Frau Marga betreut, während Löber sich der Bildhauerei widmete.
Wieder gab es viele Tierplastiken, beispielsweise den lebensgroßen kupfernen „Seeadler mit Beute“ von 1969, heute im Turm von Schloss Granitz zentral und frei hängend. Eine weitere Kupfertreibarbeit ist der Fischbrunnen, der 1970 vor der Werkstatt aufgestellt wurde. Im gleichen Jahr entstand der wandfüllende „Tanz der Kraniche“ – ebenfalls in Kupfer – für ein Hotel in Bergen, wie überhaupt der Kranich sein Lieblingstier war. Auch schuf er herausragende Porträts in Bronze und Keramik von seinen Kindern, weiteren Verwandten, Freunden und anderen Zeitgenossen. Phantasievolle Kupfer-Treibarbeiten gestaltete er beispielsweise an den Werkstatt-Türen in Juliusruh, und ein lebensgroßes Walross, noch auf dem Fischland entstanden, bewacht den zugehörigen Garten am 2012 so benannten „Löberplatz“.
Um sich der Bildhauerei und der künstlerischen Gestaltung von Keramiken noch stärker widmen zu können, beschloss er die Übergabe des größten Teils der Rügenkeramik-Werkstatt an den Staatlichen Kunsthandel der DDR. Nach früheren, sehr entbehrungsreichen, Jahren ging es ihm finanziell gut.
Beschleunigt wurde die Entscheidung sicherlich aus politischen Motiven und durch jahrelanges, einschlägiges Agieren der Finanzbehörden. 1975 erfolgte der Verkauf einschließlich der Muster und Formen, und es verblieb nur noch ein Mitarbeiter beim Ehepaar Löber. Vom fortgesetzten Schaffensprozess zeugen bei Gill 10 Abbildungen mit Keramiken aus der 2. Hälfte der 1970er Jahre. Teilweise dienten sie als Vorarbeit für Bronzen.

### Bilanz
In der Zeit der Klassischen Moderne begann er als der Prototyp eines Bauhäuslers im Sinne seines wichtigsten Lehrers Gerhard Marcks, der Kunst und Handwerk zusammenführte. In den 1960er und 1970er Jahren fertigte er dann die beliebte Fischland- und Rügenkeramik. Dabei wurden recht verspielte Formen und Motive aufgegriffen, die sich vom ursprünglichen Bauhausgedanken entfernten.
Vor allem in Halle an der Burg Giebichenstein wurde Löber mit sämtlichen Bildhauertechniken und Materialien vertraut, die er in seinen späten Schaffensjahren nutzen konnte. Während erste Werke expressionistische Anklänge – besonders auch an den von ihm sehr verehrten Ernst Barlach – hatten und sich bewusst unsanft gaben, war er später bestrebt, mit seinen bildhauerischen Werken eher Harmonie zu schaffen.
Als Lehrer  und als Chef (siehe auch Fußnote 7 in) war er geschätzt und geachtet.

### Werke

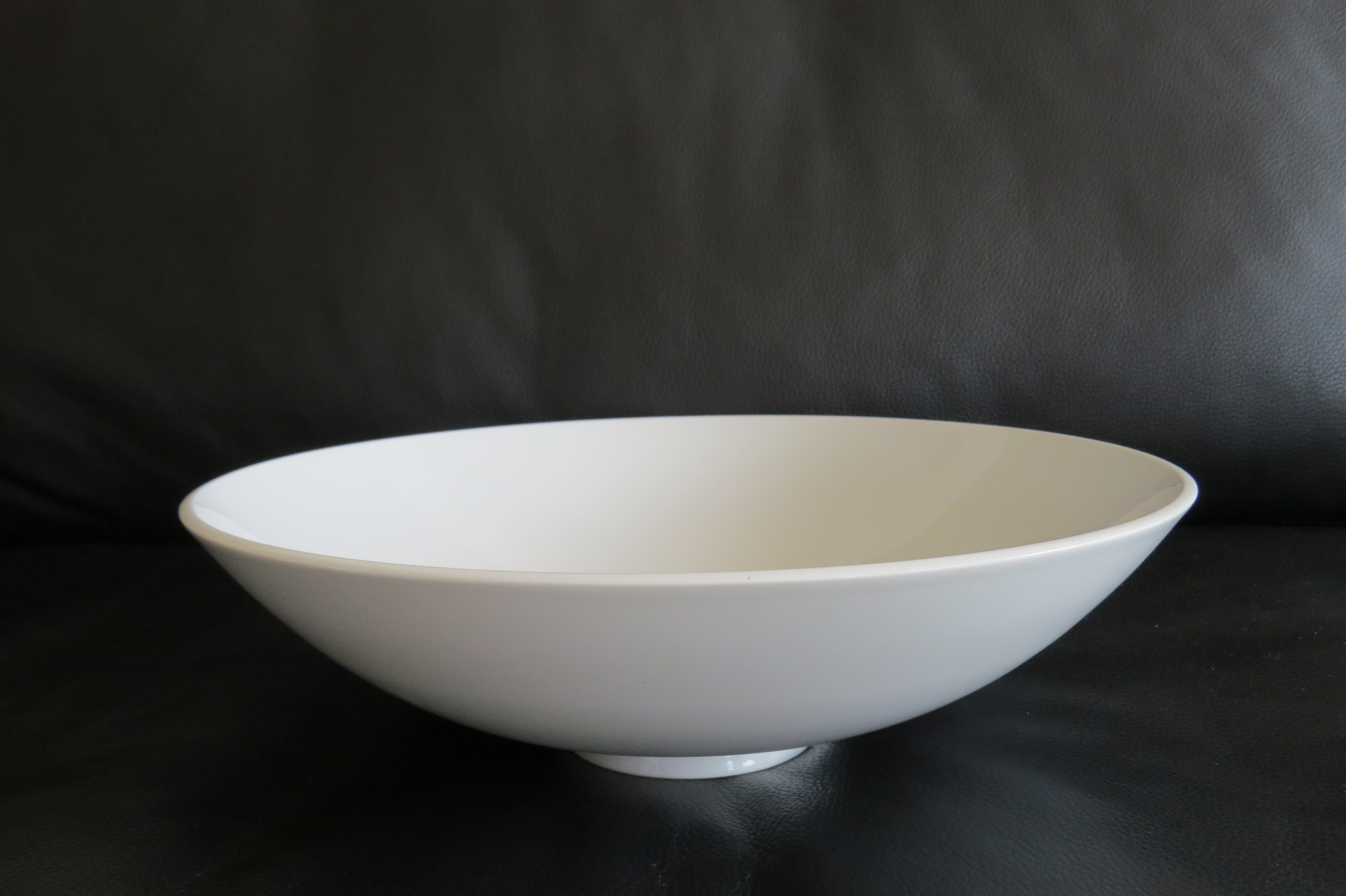
Löberschale. Entworfen 1927 von Wilhelm Löber in der Staatlichen Porzellan-Manufaktur (KPM) in Berlin, wo sie noch heute als „Festliche Schale“ produziert wird. Als ein Klassiker repräsentiert sie die Neue Sachlichkeit in der Porzellanfertigung.
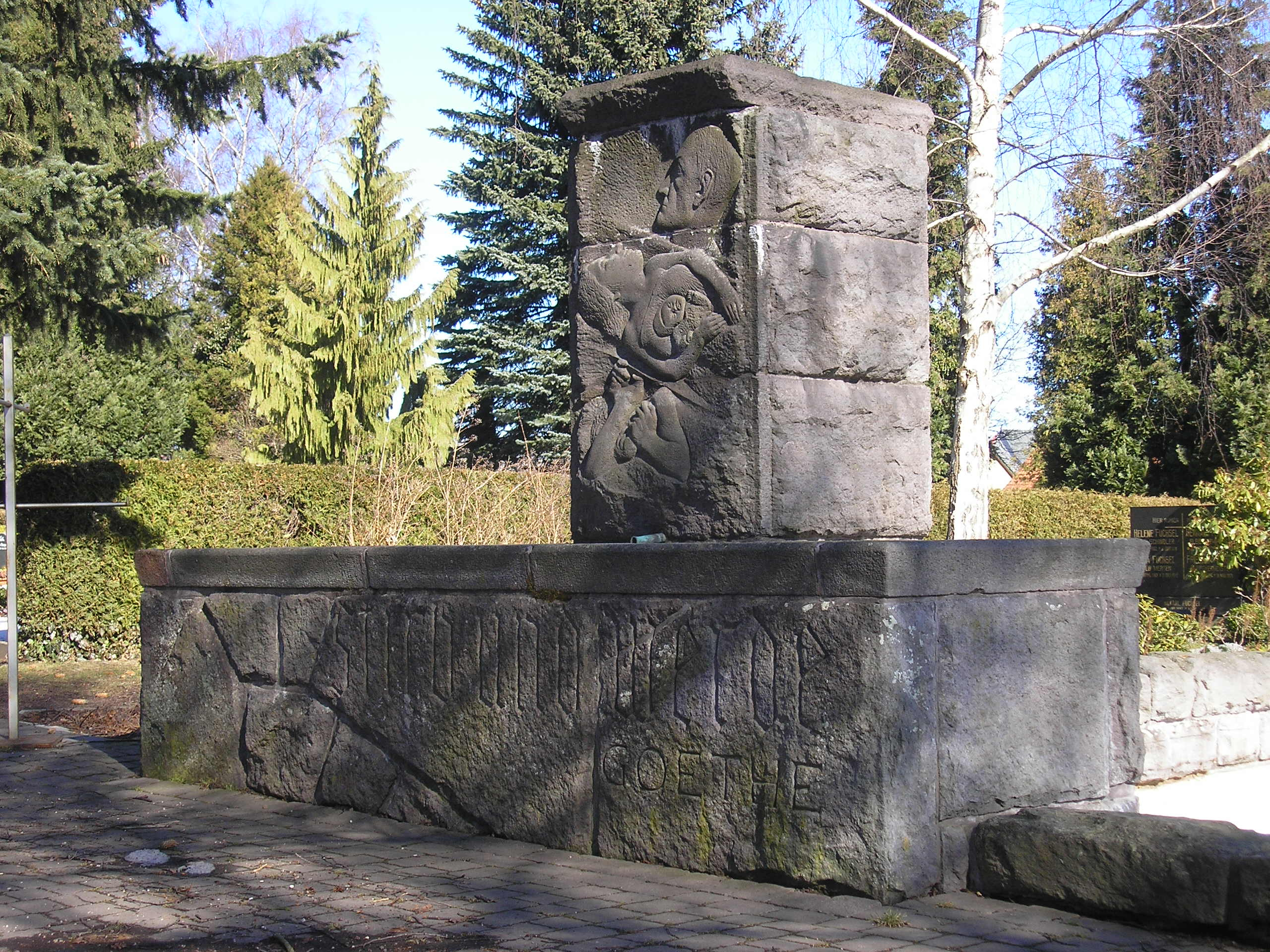
Der Goethebrunnen von 1932 auf dem Friedhof in Ilmenau (Thüringen)
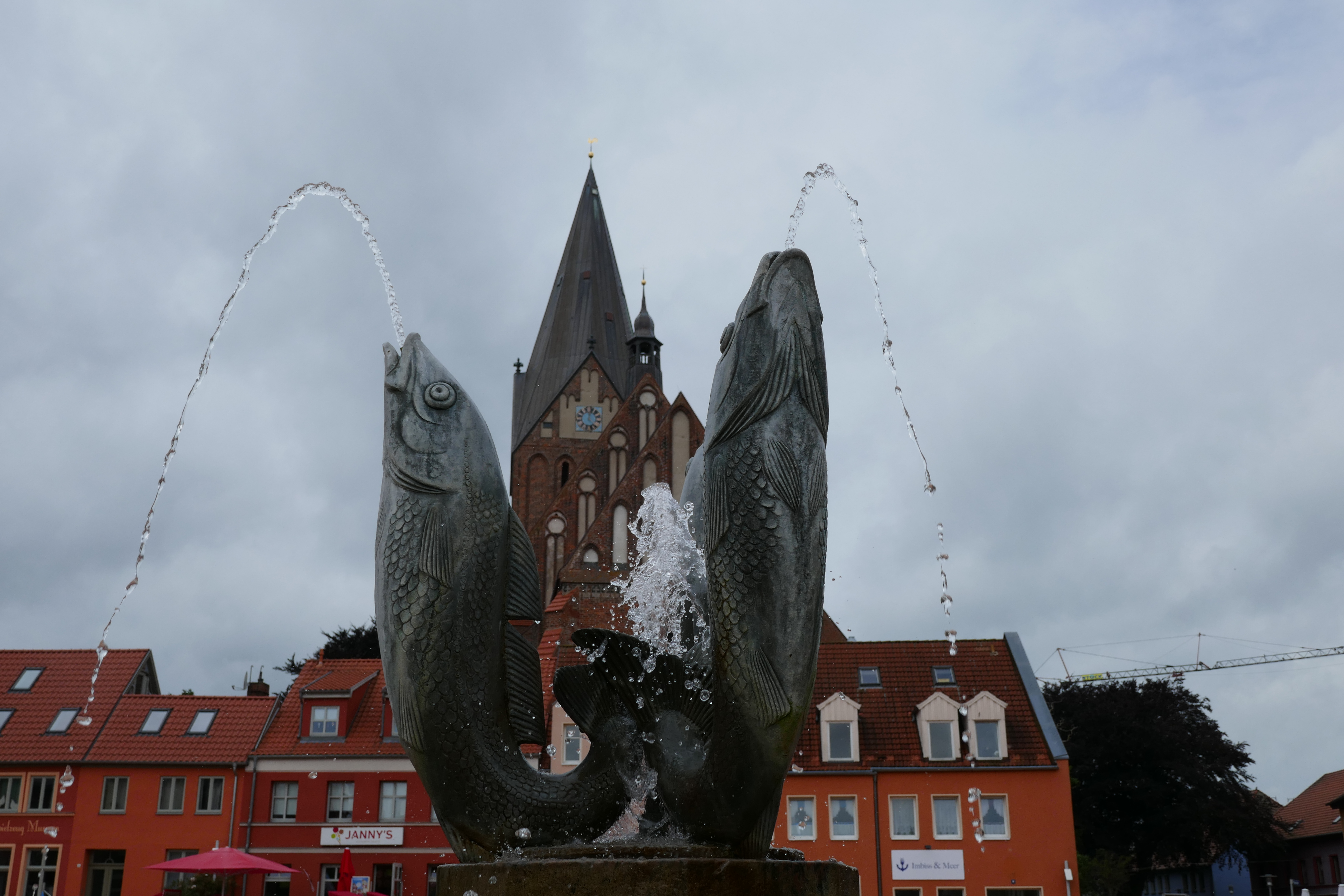
Der Fischbrunnen von 1959 auf dem Markt in Barth
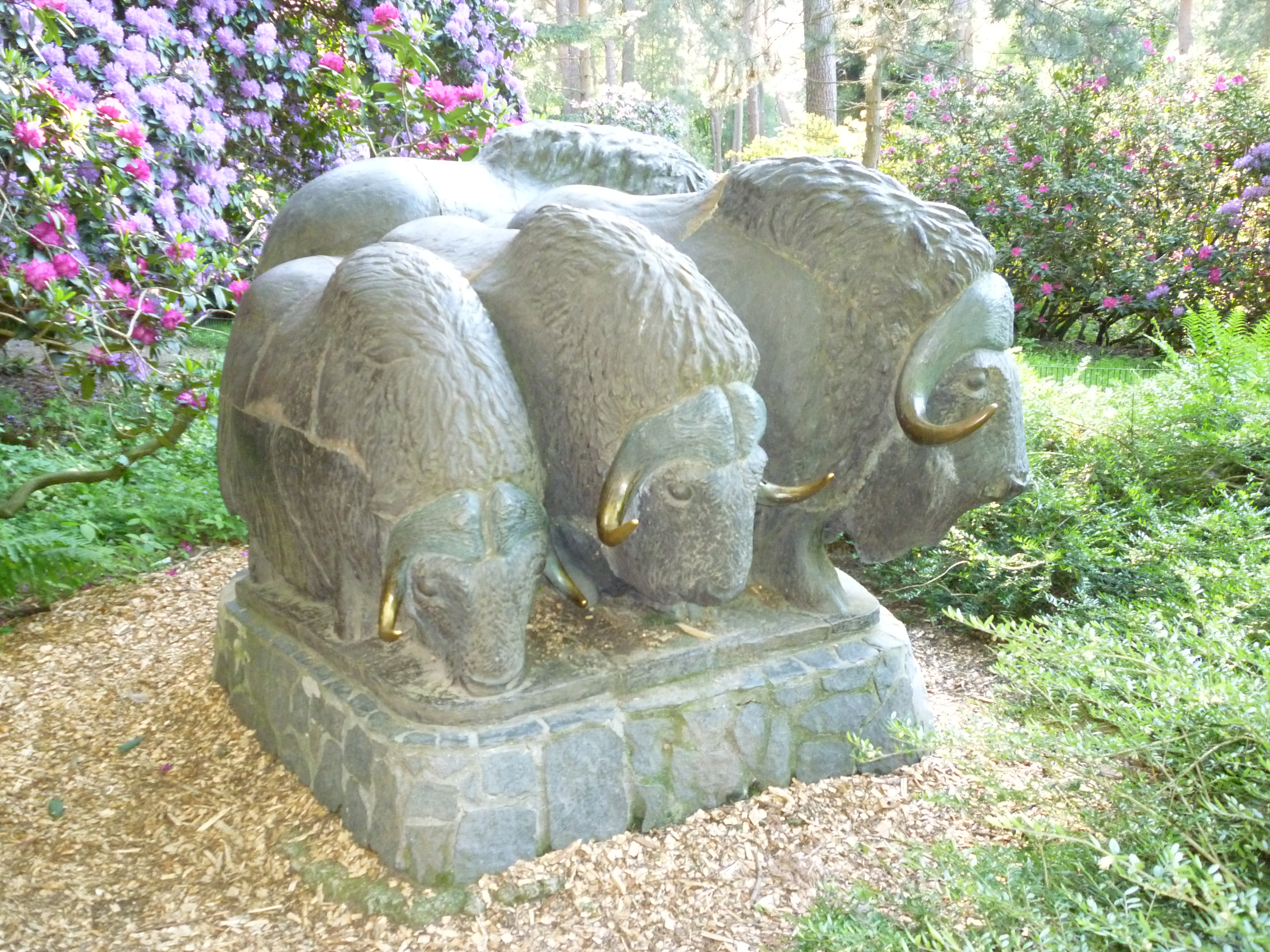
Skulptur Moschusochsen (Bronze und Keramik) im Zoo Rostock (1961)
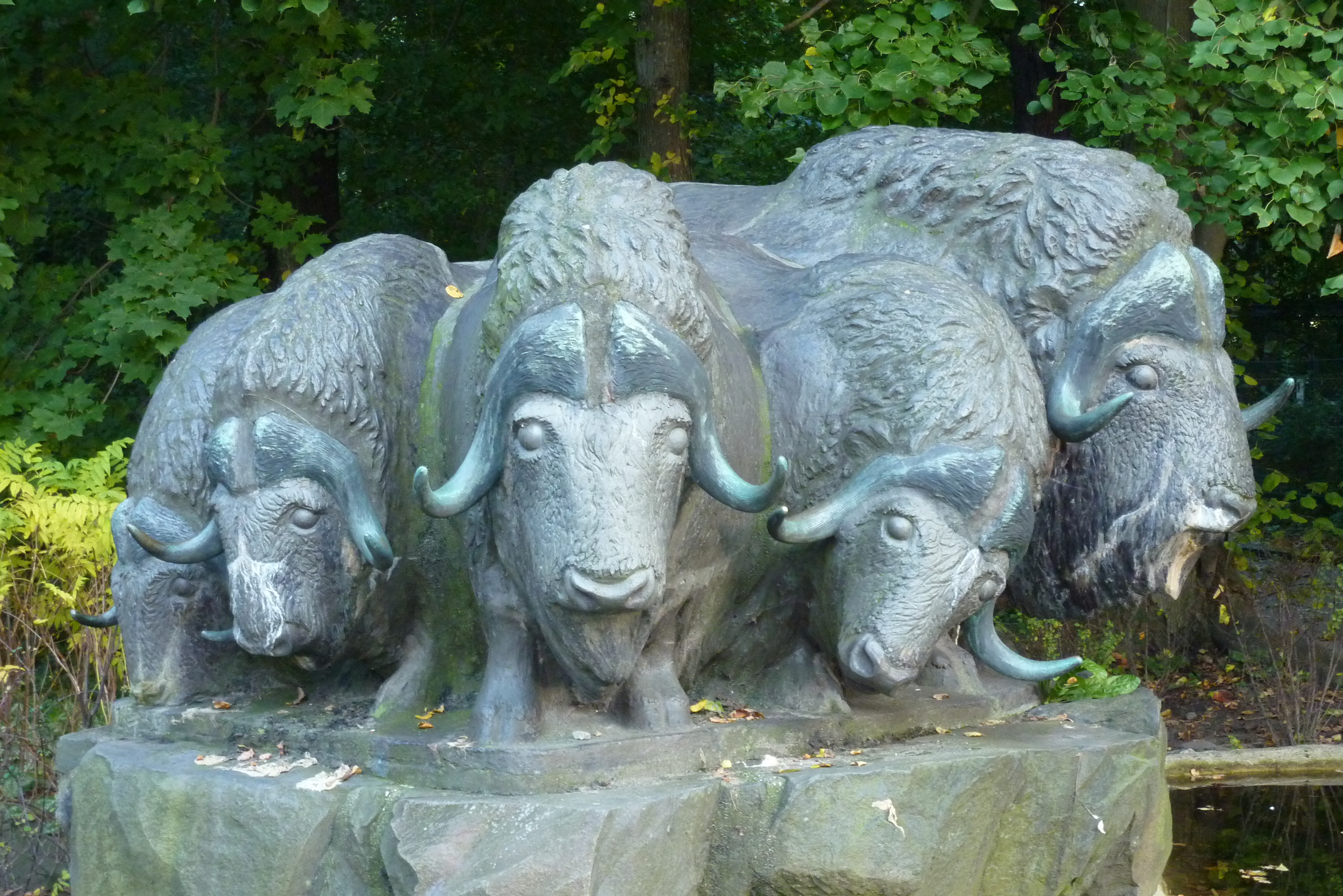
Klinkerplastik Moschusochsenherde (Zweitausformung, 1963) im Tierpark Berlin (Friedrichsfelde), am Rondell in der Nähe der Kattas.

## Weitere Werke (Auswahl)
- Glückliche Mutter (1952, Zweifigurengruppe, Schlesischer Marmor)[13]
- Wilhelm Pieck (um 1952, Porträtbüste, Eichenholz, geschnitzt)[13]
- Ahrenshooper Frühling (1953, Eichenholz, geschnitzt)[14][13]
- Strandläufer (1973, Dreifigurengruppe, Bronze, Höhe 19 cm)[15]

## Ausstellungen (unvollständig)

### Postume Einzelausstellungen
- Frida und Wilhelm Löber – Ein Künstlerehepaar der Ahrenshooper Künstlerkolonie. Ahrenshoop 2013.
- Wilhelm Löber - der vergessene Bauhauskeramiker. Von Dornburg zur Rügenkeramik. Bürgel 2018/2019.[16]
- Wilhelm Löber - der vergessene Bauhauskeramiker. Rügenkeramik. Dornburg 2019.
- Der vergessene Bauhausschüler und Rügenkeramiker Wilhelm Löber (inklusive ‚6. Bauhaus-Album‘), Putbus 2018, Berlin 2018/2019, Ilmenau 2019.

### Ausstellungsbeteiligungen
- 1946: Dresden, Allgemeine Deutsche Kunstausstellung
- 1969, 1972, 1974 und 1979: Rostock, Bezirkskunstausstellungen